# Nadleśnictwo Świerklaniec

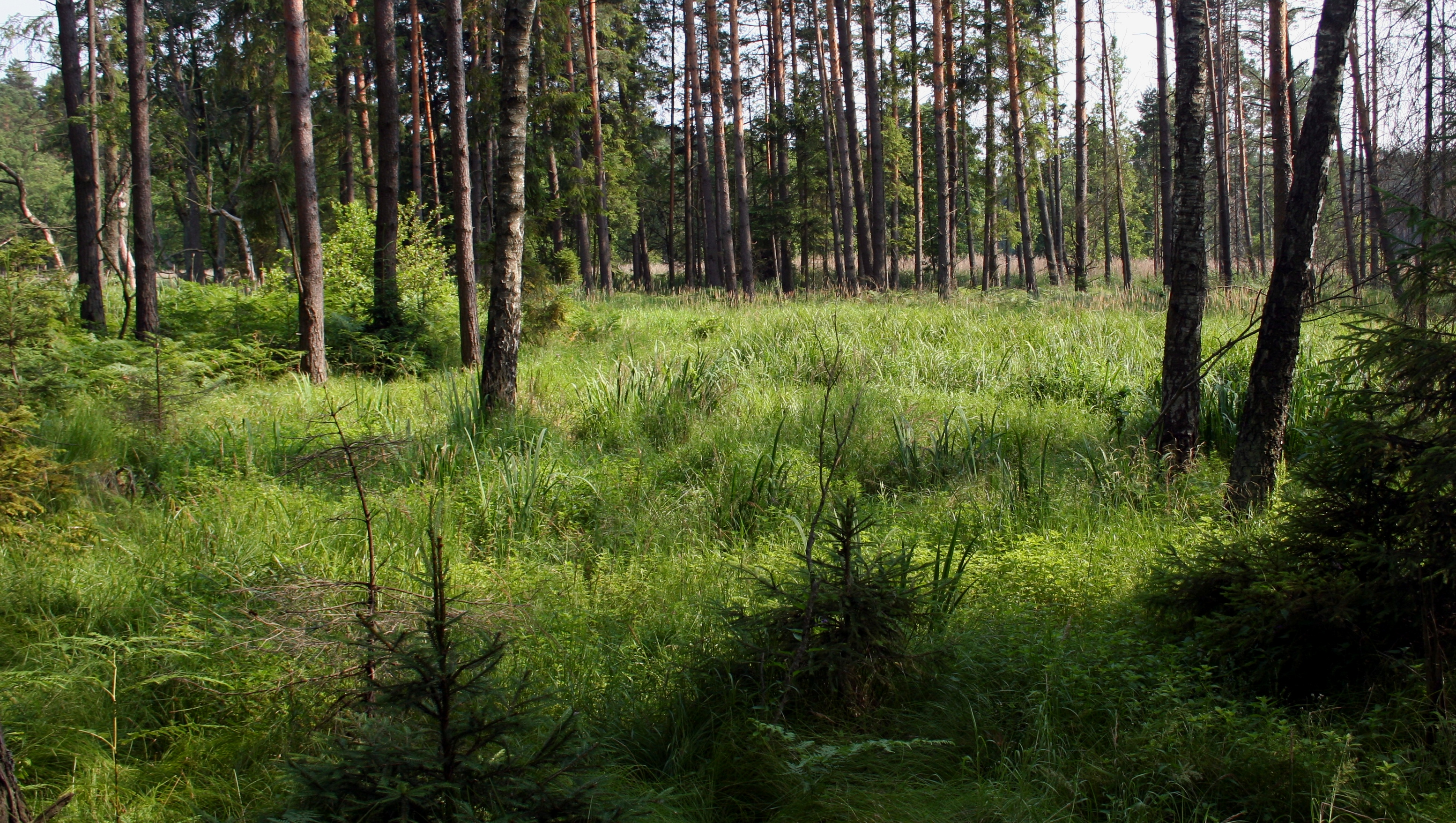
Zespół roślinny w Kaletach-Zielonej

Nadleśnictwo Świerklaniec – jednostka organizacyjna Lasów Państwowych podległa Regionalnej Dyrekcji Lasów Państwowych w Katowicach, której siedziba znajduje się w miejscowości Świerklaniec. 
Powierzchnia zarządzanych lasów i gruntów przeznaczonych do zalesienia przez nadleśnictwo Świerklaniec wynosi: 18 440,97 ha
W skład nadleśnictwa wchodzi 13 leśnictw:
- Leśnictwo Cynków
- Leśnictwo Imielów
- Leśnictwo Jędrysek
- Leśnictwo Kolonia Woźnicka
- Leśnictwo Lubocz
- Leśnictwo Miasteczko
- Leśnictwo Mieczysko
- Leśnictwo Mikołeska
- Leśnictwo Pniowiec
- Leśnictwo Szkółkarskie
- Leśnictwo Świerklaniec
- Leśnictwo Truszczyca
- Leśnictwo Wymysłów